# 3-羟基安非他命
3-羟基安非他命（商品名有“吉培福林”、Gepefrine、Pressionorm、Wintonin等）是一种含氮有机化合物，分子式C9H13NO，属于苯丙胺衍生物类拟交感神经药。